# Brutal: Paws of Fury

Боец Psycho Kitty

Brutal: Paws of Fury (рус. Лапы ярости) — видеоигра в жанре файтинг, производства Gametek, бойцами которого являются антропоморфные животные.
Предыстория Brutal проста и типична для файтингов. В разные уголки мира были разосланы приглашения мастерам единоборств, чтобы принять участие в состязании на острове Брутал под надзором великого мастера Дали Лламы (англ. Dali Llama). Каждый боец может использовать свой собственный физический и психический стиль в борьбе за звание единственного истинного чемпиона мира.
Геймплей явился результатом влияния Street Fighter и Mortal Kombat, с некоторыми особенностями. Бойцы первоначально владеют только базовыми движениями, специальные движения выучиваются при одержании победы над противниками. В Brutal также имеется возможность воспроизведения хода последнего законченного боя.

## Герои игры
Кунг Фу Банни (англ. Kung Fu Bunny): Боевой стиль «Расслабленная лапа». Рост 5 футов 10 дюймов. Вес 100 фунтов. Провёл 16 лет в храме Шаолинь, изучая боевые искусства. Он устанавливает новые стандарты на скорость боя и известен своими быстрыми ударами лапами до 120 mph. Проворство и скорость делают из него трудного противника. Однако, он не может выдержать много ударов из-за небольшой массы тела.
Принц Леон (англ. Prince Leon): Боевой стиль «Праведный путь Джа». Рост 6 футов. Вес 250 фунтов. Леон дерётся, чтобы отомстить за оскорбления от Тай Читы и Кэндо Койота. Его великое оружие — его рык и острые как бритва когти.
Тай Чита (англ. Tai Cheetah): Боевой стиль «Тай Чи Скорость через знание». Рост 6 футов 2 дюйма. Вес 140 фунтов. Годами он оттачивал свой собственный стиль в одиночестве. Кэндо Койот — его непредсказуемый, но превосходный ученик. Он желает, чтобы Кэндо Койот стал его преемником. Тай Чита совмещает привлекательную уравновешенность с быстрыми как молния ударами.
Рэй Рэт (англ. Rhei Rat): Боевой стиль «Тайский бокс». Рост 5 футов 11 дюймов. Вес 160 фунтов. Рей — самый успешный боксёр в тайском стиле во всём мире. Он не отвечает ни перед кем и презирает глупцов.
Панта (англ. The Pantha): Боевой стиль «Чинн На». Рост 5 футов 8 дюймов. Вес 190 фунтов. Панта является одним из братьев ордена чёрных монахов. Панта не верит в существование добра и зла, а верит только в силу. Присутствует в PC версии, Sega CD и в расширенном издании Brutal Unleashed для Sega 32X.
Кэндо Койот (англ. Kendo Coyote): Боевой стиль «Тхэквондо». Рост 6 футов 2 дюймов. Вес 200 фунтов. Кендо является учеником Тай Читы, однако не обладает той мудростью, что его учитель. Кендо видит в единоборствах только путь для достижения богатства.
Фокси Рокси (англ. Foxy Roxy): Боевой стиль «Пенджат силат». Рост 6 футов. Вес 160 фунтов. Фокси известна в мире под именем Indhra Prashmet. Известно, что она — успешный и уважаемый исполнитель из ООН. Фокси — мастер индийских единоборств.
Медведь Иван (англ. Ivan the Bear): Боевой стиль «Советский военный». Рост 6 футов. Вес 260 фунтов. Раньше Иван служил в советских диверсионно-десантных отрядах. Там он стал экспертом рукопашного боя. Иван — самый сильный боец в мире.
Каратэ Крок (англ. Karate Croc): Боевой стиль «Уличная драка». Рост 6 футов. Вес 290 фунтов. Крок — обитатель острова Brutal. Насмотревшись турниров, он решил стать одним из бойцов. Дали Ллама не одобряет этого выскочку. Присутствует в
PC версии и в качестве босса в расширенном издании Brutal Unleashed для Sega 32X.
Дали Ллама (англ. Dali Llama): Боевой стиль «Божественный». Рост 6 футов 6 дюймов. Вес 150 фунтов. Дали Ллама — самый великий из живущих на земле смертных. В ближайшем будущем он может вовсе перестать быть смертным. Дали Ллама является финальным противником в Brutal.
Чунг По (англ. Chung Poe): Боевой стиль «Сабббаал». Рост 2 фута. Вес 50 фунтов. Возраст Чунг По превышает возраст звёзд. Он устал от разногласий и теперь борется за план гармонизации Дали.
Психо Китти (англ. Psycho Kitty): Боевой стиль «Кошачий бой». Рост 3 фута. Вес 100 фунтов. Психо приехал из гор Лхаса. Он — истинный потомок мировых высот. Однако он воспротивился учениям монахов. Теперь Психо живёт только по велению своего сердца, что делает его очень непостоянным. Присутствует в PC версии и в расширенном издании Brutal Unleashed для Sega 32X.